# Cumbre de Riga de 2006
La Cumbre de Riga de 2006 fue la 19° cumbre de la OTAN que tuvo lugar en Riga, Letonia, del 28 al 29 de noviembre de 2006. Los temas más importantes discutidos fueron la guerra en Afganistán y el futuro rol y los límites de la alianza. Además, la cumbre se centró en la continua transformación de la alianza, un balance de lo que se había logrado desde la Cumbre de Praga de 2002. La OTAN también se comprometió a cursar invitaciones para miembros adiciones para la próxima Cumbre de Bucarest de 2008. Esta cumbre fue la primera conferencia que la OTAN ha celebrado en territorio de una exrepública de la Unión Soviética.

## Medidas de seguridad

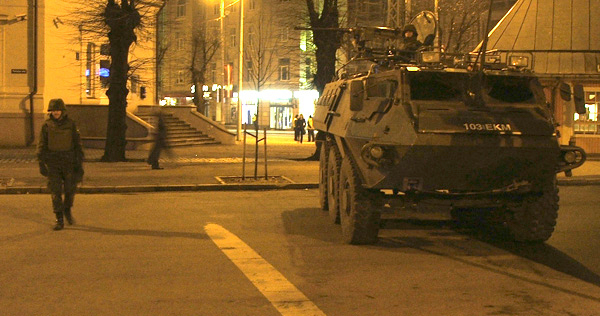
Medidas de seguridad adoptadas en las calles de Riga.

Las calles del centro de Riga fueron cerradas y no se permitió aparcar en el aeropuerto y en varias vías, por temor a atentados con coches bomba. Unos 9.000 oficiales de policía y soldados letones se hicieron cargo de la seguridad de la Cumbre, mientras que otros 450 pilotos de siete países europeos de la OTAN fueron convocados para garantizar que el espacio aéreo sobre la cumbre estuviera libre de vuelos, en una operación denominada "Operación Cumbre Pacífica". Esta operación fue reforzada con las actividades en curso de patrullaje del espacio aéreo báltico, con aeronaves adicionales, así como mayores comunicaciones y apoyo de mantenimiento.

## Cumbre
No todos los acuerdos fueron alcanzados en realidad en la reunión del Consejo del Atlántico Norte, sino de hecho fueron elaborados en la Cumbre de Estambul de 2003, excepto por la firma del contrato de defensa de misiles que tuvo lugar el 28 de noviembre. La reunión del Consejo fue sostenida el 29 de noviembre

### Temas principales
Si bien las tensiones entre los miembros de la OTAN sobre la preparación de la invasión de Irak de 2003 se habían disipado, la Cumbre de la OTAN y los meses que la precedieron estuvieron marcados por las divisiones entre Estados Unidos y el Reino Unido por un lado; y Francia, Alemania, Italia y España, en el otro. Existían dos divisiones: una sobre las contribuciones militares a la guerra en Afganistán y la otra sobre si la OTAN debía o no asumir un rol más global.

#### Guerra en Afganistán

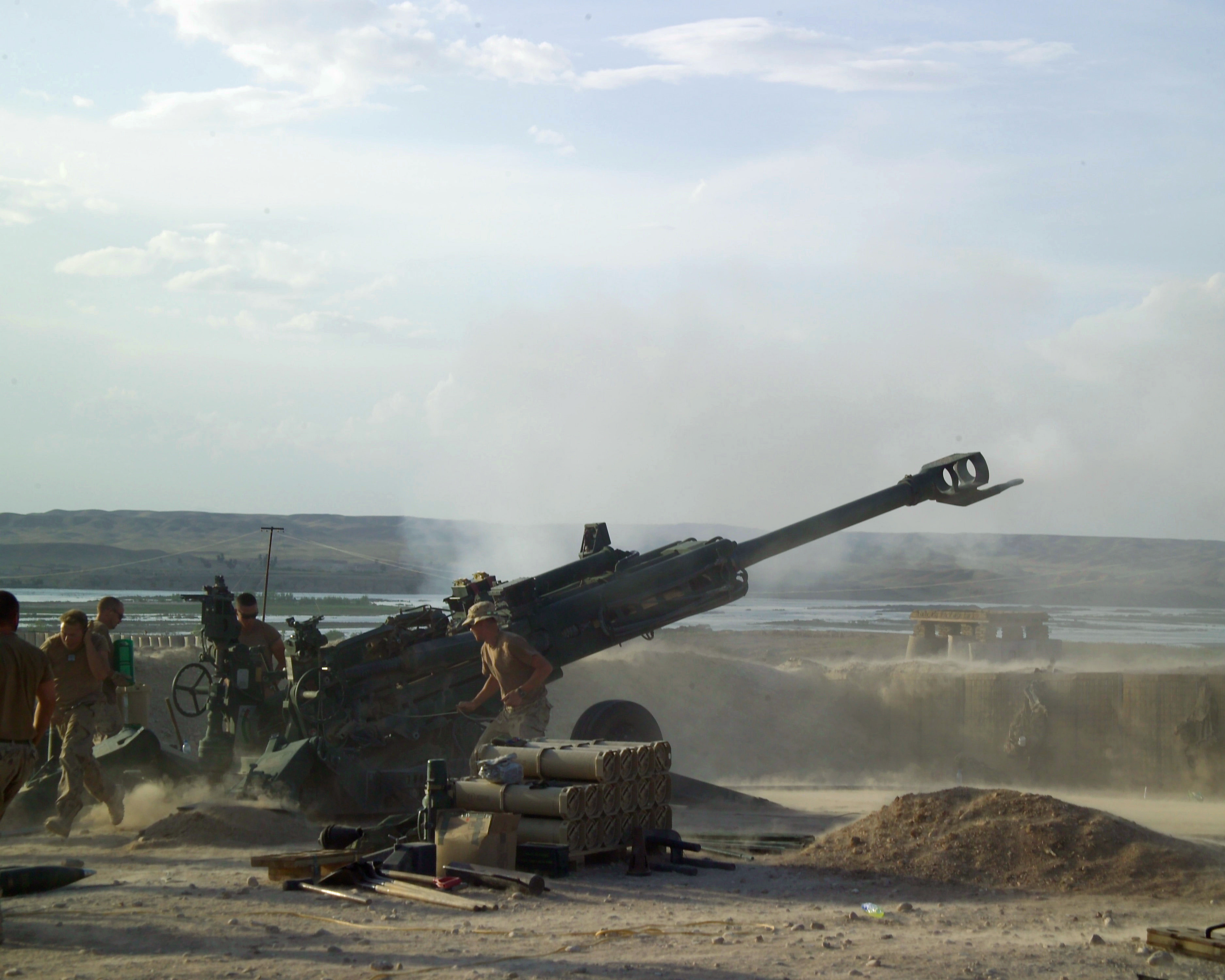
Fuerzas canadienses en la provincia de Helmand, Afganistán. La necesidad de más tropas en el sur del país fue un punto de discusión importante en la Cumbre.

Antes y durante la cumbre, el presidente de Estados Unidos George W. Bush, el primer ministro del Reino Unido Tony Blair, el primer ministro de Canadá Stephen Harper y el primer ministro de los Países Bajos Jan Peter Balkenende hicieron un llamado a los miembros europeos de la OTAN para proporcionar más tropas disponibles para su despliegue en Afganistán y eliminar las advertencias nacionales (i.e. restricciones nacional sobre cómo, cuándo y dónde podían ser usadas las fuerzas) y empezar a enviar sus tropas a la zona conflictiva del sur del país. Según el general del Cuartel General de las fuerzas aliadas de Europa James L. Jones, el problema no era la falta de tropas de combate o las restricciones, sino la falta de helicópteros e inteligencia militar adecuadas para apoyar las operaciones en tierra y de puente aéreo.
Aunque los países de la OTAN en cuestión se negaron a participar en combates en el sur, acordaron eliminar algunas de estas advertencias nacionales y que en una situación de emergencia todas las advertencias nacionales dejarían de existir, lo que significa que todos los aliados deben acudir en ayuda de las fuerzas que requieran asistencia. Varios Estados miembros de la OTAN también se comprometieron a proveer recursos adicionales, incluyendo soldados, helicópteros, compañías de infantería, así como equipos de entrenamiento que fueran mentores para el Ejército Nacional Afgano. El Secretario General de la Organización del Tratado del Atlántico Norte Jaap de Hoop Scheffer afirmó que la eliminación de algunas de las restricciones significaba que unos 20.000 a 32.000 tropas de la OTAn en la ISAF estarían más disponibles para tareas de combate y que 90% de los requerimientos formales de la misión estaban ahora cubiertos; sin embargo, las fuerzas militares dijeron a los periodistas en la cumbre que estas limitaciones nunca existieron en situaciones de emergencia, añadiendo que sería una alianza extraña si los soldados de un país se negaran a apoyar a sus aliados en una emergencia. Los líderes de la OTAN también apoyaron una propuesta francesa para establecer un "grupo de contacto" para coordinar las acciones relativas a Afganistán, pero Estados Unidos expresó sus reservas frente a la propuesta francesa de incluir a Irán, que tenía una influencia considerable sobre el oeste de Afganistán, en el grupo de contacto propuesto, debido a la disputa sobre el programa nuclear de Irán. El grupo se inspiró en el establecido para las Guerras Yugoslavas en los años 1990.

### Otros temas

#### Kosovo
En la Cumbre de Riga, los miembros de la OTAN confirmaron el rol de la KFOR liderada por la OTAN para asegurar un ambiente de seguridad estable allí. Esto fue percibida como una referencia a la posible decisión de las Naciones Unidas a favor de la declaración de independencia de Kosovo. Debido a que Serbia se oponía fuertemente a la separación de Kosovo, las tensiones resultantes entre Serbia y Kosovo podían crear inestabilidad en la región.

#### Seguridad energética

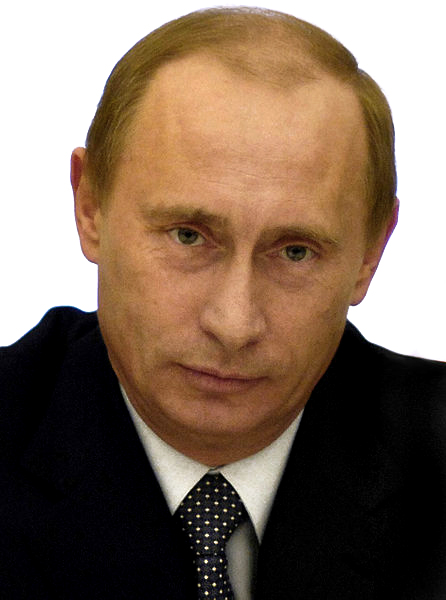
Se debatió sobre las razones de la ausencia de Vladímir Putin en la Cumbre.

La Cumbre de Riga fue la primera Cumbre de la OTAN que destacó la necesidad de seguridad energética, tras la disputa de gas entre Rusia y Ucrania. La Declaración de la Cumbre de Riga (párrafo 45) sostiene que "los intereses de seguridad de la Alianza también pueden ser afectado por la interrupción del flujo de recursos vitales" y que apoyaba "un esfuerzo internacional, coordinado para evaluar los riesgos para las infraestructuras energéticas y para promover la seguridad de la infraestructura energética". Además, señalaba que los líderes de la OTAN "encomiendan al Consejo en sesión permanente las consultas sobre los riesgos más inmediatos en el campo de la seguridad energética, a fin de definir las zonas donde la OTAN podía añadir valor para salvaguardar los intereses de seguridad de los Aliados y, a petición, ayudar con los esfuerzos nacionales e internacionales." Radio Free Europe informó que una fuente diplomática anónima sostuvo que varios líderes de la OTAN, incluyendo al presidente de Letonia Vaira Vike-Freiberga, habían intentado hacer arreglos para conversaciones bilaterales relativas a este tema con el presidente de Rusia Vladímir Putin durante la Cumbre; pero, en su lugar, Putin asistió a la Cumbre de la CEI sobre energía, realizada en Minsk, Bielorrusia, el 28 de noviembre de 2006. En cambio, The Independent informó que la cumbre se vio empañada por un altercado diplomático sobre una invitación al presidente Vladímir Putin y que, finalmente, no fue invitado. Como resultado, Putin amenazó que asistió a Letonia por primera vez desde su independencia durante la cumbre con el fin de eclipsarla. Incluso se propuso que Putin podría cumplimentar al presidente de Francia Jacques Chirac, quien estaba en la cumbre y cuyo cumpleaños 74.º coincidía con la cumbre, al visitarlo en Letonia. Más tarde, aclaró que esto no sucedería.

## Opiniones sobre la cumbre
Para las tres antiguas repúblicas de la Unión Soviética Letonia, Estonia y Lituania, un evento de tan alto nivel fue celebrado por primera vez en la región. Como consecuencia de ello, la Cumbre de Riga tuvo un significado simbólico. Fue percibida como una oportunidad que aumentó la visibilidad de estos tres países bálticos como miembros de la OTAN.